# Inventario svizzero dei beni culturali d'importanza nazionale e regionale

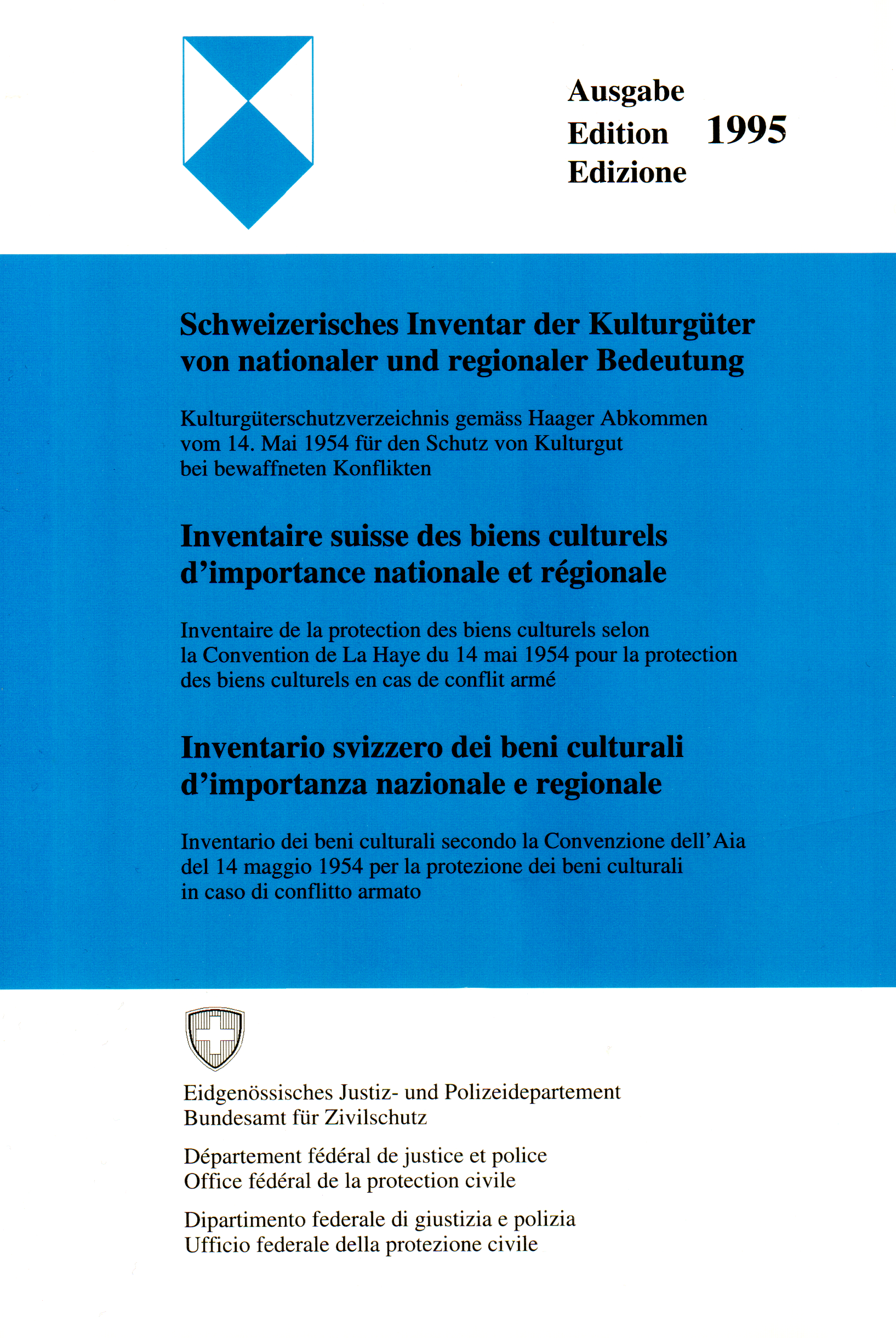

L'Inventario dei beni culturali svizzeri d'importanza nazionale e regionale (Schweizerisches Inventar der Kulturgüter von nationaler und regionaler Bedeutung in tedesco, Inventaire suisse des biens culturels d'importance nationale et régionale in francese), comunemente chiamato Inventario PBC, è la lista registrata a livello federale dei beni svizzeri di interesse storico e culturale da proteggere in caso di catastrofe. È stata stilata per la protezione dei beni culturali secondo l'articolo 5 del secondo protocollo della Convenzione per la protezione dei beni culturali in caso di conflitto armato dell'Aia.

## Scopo
L'inventario contiene beni immobili di rilevanza culturale come edifici sacri, case, castelli, ponti, siti archeologici, e beni mobili tra cui collezioni di musei, archivi e biblioteche. Essi sono classificati in due gruppi: quelli di valore nazionale (classe A) di circa 3.200 elementi secondo le statistiche del 2009, e quelli di valore regionale (classe B). Elementi di puro valore locale (classe C) non sono inclusi nella lista, ma possono essere registrati separatamente dalle autorità cantonali.

## Pubblicazioni

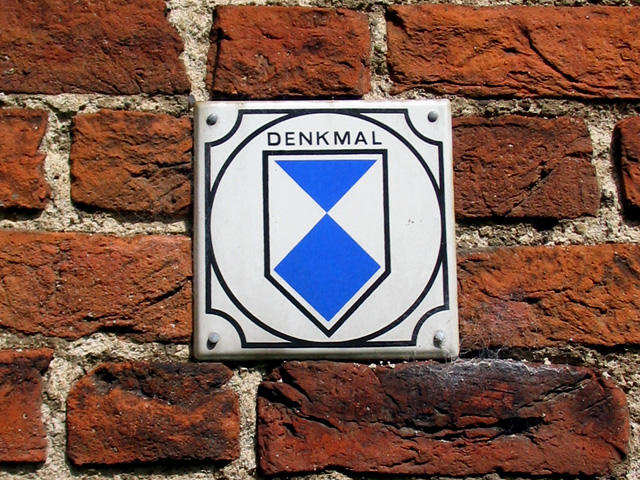
Segnale di identificazione di un Denkmal, ossia di uno dei monumenti protetti

Il registro è preparato dall'Ufficio federale della Protezione Beni Culturali in cooperazione con le autorità cantonali e formalmente emesso dal Consiglio federale.
La prima pubblicazione è avvenuta nel 1988 e in seguito nel 1995 e 2009. La revisione del 2009 ricopre solo la classe A a cui seguirà una revisione della classe B in un successivo tempo.
La lista del 2009 è pubblicata su Internet con un sistema sistema informativo territoriale e una serie di documenti PDF. Il catalogo a stampa sarà pubblicato nel 2010.